# Bucătăria aromână

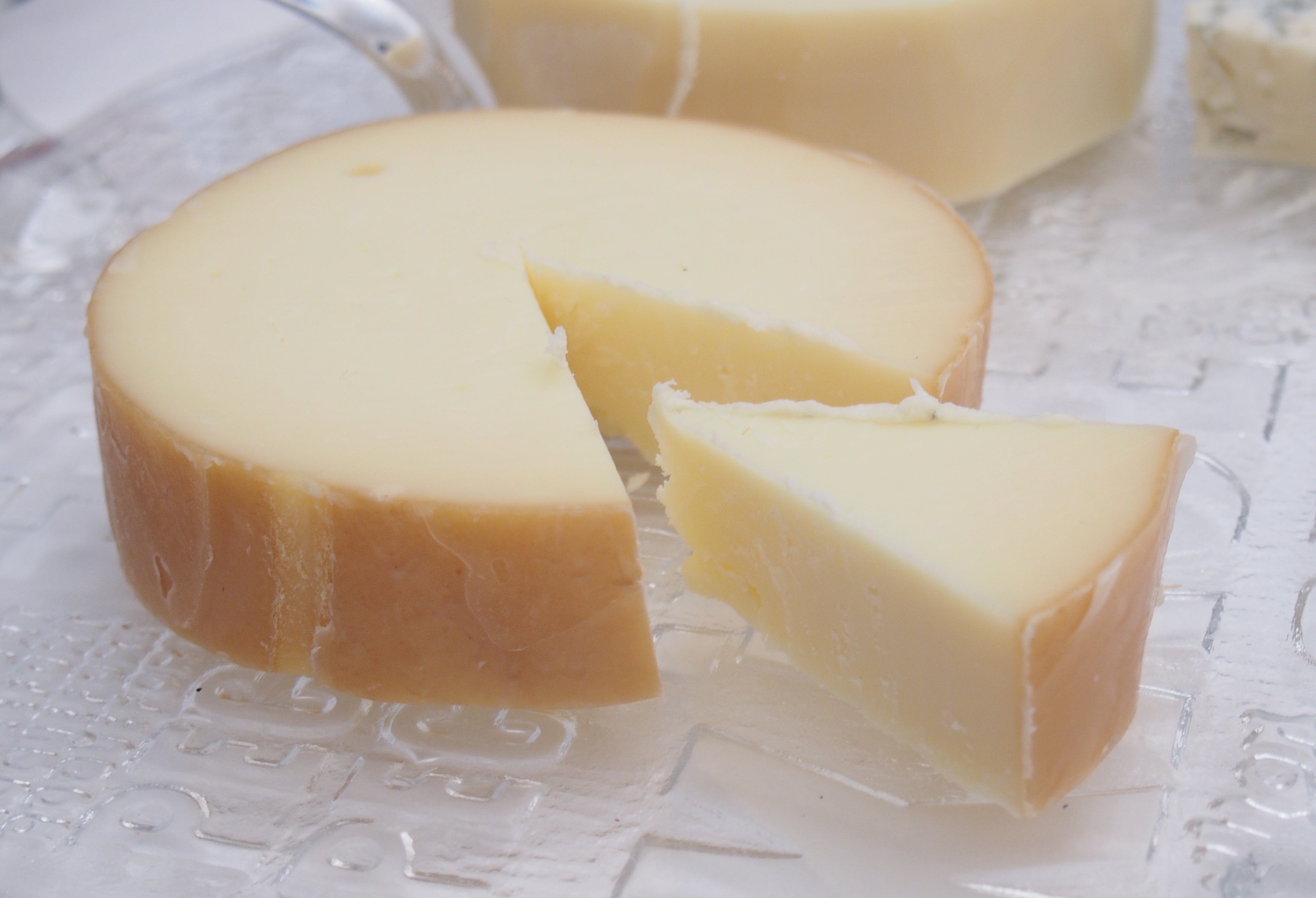
Metsovone, o brânză populară din satul aromân Metsovo, în Grecia

Bucătăria aromână (în aromână Cuzina armãneascã) este bucătăria tradițională a aromânilor. Aromânii sunt un mic grup etnic balcanic împrăștiat în întreaga regiune, care trăiește în: Albania, Bulgaria, Grecia, Macedonia de Nord, România și Serbia. Bucătăria aromână a fost puternic influențată de bucătăria mediteraneană și cea din Orientul Mijlociu.
În Grecia, satul aromân Mețovo (în aromână Aminciu) se remarcă prin brânzeturile făcute acolo. Cele mai populare brânzeturi din Metsovo sunt Metsovone și Metsovela, deși există și alte tipuri de brânzeturi, cum ar fi Graviera, care sunt produse în Metsovo. O mare parte din brânzeturile care provin de la Metsovo sunt fabricate în Fabrica de Brânzeturi a Fundației Tositsa, care funcționează din 1958. Pe lângă brânzeturi, unele mâncăruri tipice metsovite includ carne, de exemplu kontosouvli și cârnați, precum și plăcinte cu legume sau ciuperci, ori ciorbă de fasole, toate putând fi însoțite cu vin local. În afara orașului Metsovo, plăcinta aromână Batzina este populară în zona Aspropotamos și a fost publicată o carte despre bucătăria locală a satului.
În România, unele preparate ale comunității aromânilor includ plăcintele de legume, în special din praz, și ardeii prăjiți. Aromânii din România fac și brânză, și mai consumă carne precum carne de pasăre în zilele normale și carne de porc în sărbători și ocazii speciale. Se remarcă și diverse tipuri de mămăligă. Bucătăria aromână are o oarecare prezență în regiunea Dobrogei, dar practic niciuna în restul României. A fost publicată și o carte despre bucătăria aromână din Dobrogea.